# Felipe Ortiz
Felipe Ortiz Martínez, meglio noto come Felip (Lleida, 27 aprile 1977), è un allenatore di calcio ed ex calciatore spagnolo, di ruolo portiere, tecnico dell'Inter Escaldes.

## Palmarès

### Nazionale
- Argento olimpico: 1

Sydney 2000